# Демарр Керролл
Демар Лаедрік Керролл (англ. DeMarre LaEdrick Carroll, нар. 27 липня 1986, Бірмінгем, Алабама, США) — американський професіональний баскетболіст, легкий форвард.

## Ігрова кар'єра
Починав грати у баскетбол у команді Католицької старшої школи Джона Керролла (Бірмінгем, Алабама). Був лідером команди та приводив її до чемпіонства штату. На університетському рівні грав за команду Вандербілт (2004–2006) та Міссурі (2007–2009). Разом з Міссурі доходив до чвертьфіналу турніру NCAA.
2009 року був обраний у першому раунді драфту НБА під загальним 27-м номером командою «Мемфіс Ґріззліс». Професійну кар'єру розпочав 2009 року виступами за тих же «Мемфіс Ґріззліс», захищав кольори команди з Мемфіса протягом наступних 2 сезонів. З грудня 2010 по січень 2011 рік грав у складі фарм-клубу «Гріззліс» команди Ліги розвитку НБА «Дакота Візардс».
У лютому 2011 року разом з Хашимом Табітом був обміняний до «Х'юстон Рокетс» на Шейна Баттьє та Іша Сміта. У квітні був відрахований зі складу команди.
Наступною командою в кар'єрі гравця була «Денвер Наггетс», за яку він відіграв чотири матчі, приєднавшись до їх складу в грудні 2011 року.
8 лютого 2012 підписав контракт з «Юта Джаз».
2013 року перейшов до «Атланта Гокс», у складі якої провів наступні 2 сезони своєї кар'єри. 22 лютого 2014 року провів найрезультативніший матч у кар'єрі, набравши 24 очки проти «Нью-Йорк Нікс». 23 грудня 2014 року в матчі проти «Лос-Анджелес Кліпперс» набрав вже 25 очок. 9 лютого 2015 року оновив свій рекорд, набравши 26 очок у матчі проти «Міннесоти».
Наступною командою в кар'єрі гравця була «Торонто Репторз», за яку він відіграв 2 сезони.
2017 року разом з двома піками першого та другого раунду майбутнього драфту був обміняний до «Бруклін Нетс» на Джастіна Гамільтона.
6 липня 2019 року був обміняний до «Сан-Антоніо Сперс».
21 лютого 2020 року перейшов до складу «Х'юстон Рокетс».

## Статистика виступів в НБА

### Регулярний сезон
| Сезон             | Команда             | GP  | GS  | MPG  | FG%   | 3P%  | FT%   | RPG | APG | SPG | BPG | PPG  |
| ----------------- | ------------------- | --- | --- | ---- | ----- | ---- | ----- | --- | --- | --- | --- | ---- |
| 2009–10           | «Мемфіс Ґріззліс»   | 71  | 1   | 11.2 | .396  | .000 | .623  | 2.1 | .5  | .4  | .1  | 2.9  |
| 2010–11           | «Мемфіс Ґріззліс»   | 7   | 0   | 5.6  | .444  | .000 | 1.000 | 1.1 | .3  | .1  | .1  | 1.4  |
| 2010–11           | «Х'юстон Рокетс»    | 5   | 0   | 2.2  | .000  | .000 | .000  | .0  | .4  | .0  | .0  | .0   |
| 2011–12           | «Денвер Наггетс»    | 4   | 0   | 5.3  | 1.000 | .000 | .000  | .8  | .8  | .0  | .0  | 3.0  |
| 2011–12           | «Юта Джаз»          | 20  | 9   | 16.4 | .374  | .368 | .875  | 2.5 | .8  | .6  | .1  | 4.8  |
| 2012–13           | «Юта Джаз»          | 66  | 12  | 16.8 | .460  | .286 | .765  | 2.8 | .9  | .9  | .4  | 6.0  |
| 2013–14           | «Атланта Гокс»      | 73  | 73  | 32.1 | .470  | .362 | .773  | 5.5 | 1.8 | 1.5 | .3  | 11.1 |
| 2014–15           | «Атланта Гокс»      | 70  | 69  | 31.3 | .487  | .395 | .702  | 5.3 | 1.7 | 1.3 | .2  | 12.6 |
| 2015–16           | «Торонто Репторз»   | 26  | 22  | 30.2 | .389  | .390 | .600  | 4.7 | 1.0 | 1.7 | .2  | 11.0 |
| 2016–17           | «Торонто Репторз»   | 72  | 72  | 26.1 | .401  | .341 | .761  | 3.8 | 1.0 | 1.1 | .4  | 8.9  |
| 2017–18           | «Бруклін Нетс»      | 73  | 73  | 29.9 | .414  | .371 | .764  | 6.6 | 2.0 | .8  | .4  | 13.5 |
| 2018–19           | «Бруклін Нетс»      | 67  | 8   | 25.4 | .395  | .342 | .760  | 5.2 | 1.3 | .5  | .1  | 11.1 |
| 2019–20           | «Сан-Антоніо Сперс» | 15  | 0   | 9.0  | .310  | .231 | .600  | 2.1 | .7  | .1  | .1  | 2.2  |
| 2019–20           | «Х'юстон Рокетс»    | 9   | 0   | 17.2 | .432  | .250 | .773  | 2.7 | 1.6 | .7  | .3  | 6.0  |
| Усього за кар'єру | Усього за кар'єру   | 578 | 339 | 23.7 | .430  | .358 | .741  | 4.2 | 1.3 | .9  | .3  | 8.9  |

### Плей-оф
| Сезон             | Команда           | GP | GS | MPG  | FG%  | 3P%  | FT%   | RPG | APG | SPG | BPG | PPG  |
| ----------------- | ----------------- | -- | -- | ---- | ---- | ---- | ----- | --- | --- | --- | --- | ---- |
| 2012              | «Юта Джаз»        | 4  | 0  | 18.3 | .474 | .200 | .000  | 3.8 | .8  | .5  | .3  | 4.8  |
| 2014              | «Атланта Гокс»    | 7  | 7  | 35.1 | .469 | .409 | .636  | 4.9 | 1.6 | .7  | .4  | 8.9  |
| 2015              | «Атланта Гокс»    | 16 | 16 | 34.9 | .486 | .403 | .780  | 6.1 | 2.0 | 1.1 | .3  | 14.6 |
| 2016              | «Торонто Репторз» | 20 | 19 | 29.8 | .390 | .328 | .750  | 4.1 | .9  | .9  | .4  | 8.9  |
| 2017              | «Торонто Репторз» | 10 | 7  | 15.5 | .405 | .318 | .556  | 2.7 | .5  | .8  | .5  | 4.2  |
| 2019              | «Бруклін Нетс»    | 3  | 3  | 27.0 | .280 | .313 | 1.000 | 3.7 | .7  | 1.3 | .0  | 7.7  |
| 2020              | «Х'юстон Рокетс»  | 3  | 0  | 3.0  | .500 | .000 | .000  | 1.5 | .5  | .0  | .0  | 1.0  |
| Усього за кар'єру | Усього за кар'єру | 64 | 52 | 27.4 | .426 | .353 | .752  | 4.3 | 1.1 | .9  | .3  | 8.9  |